# توماس لويس دي فيكتوريا
توماس لويس دي فيكتوريا (بالإسبانية: Tomás Luis de Victoria)‏ (و. 1548 – 1611 م) هو ملحن إسباني، ولد في آبلة، يستخدم آلات أورغن، توفي في مدريد، عن عمر يناهز 63 عاماً.

## مقدمة
يعد فيكتوريا أحد أعظم المؤلفين الأسبان في القرن السادس عشر. كان رجلا شديد التدين فلم يكتب سوى الموسيقى الدينية. في هذه الفترة كانت الكاثوليكية منتشرة في أسبانيا أكثر من أي دولة أوروبية أخرى، وظهر هذا في محاكم الاستجواب وتأسيس نظام الجسويت عام 1534. هذه النزعة الدينية سيطرت على كل جوانب الحياة الدينية، بما في ذلك تأليف الموسيقى الكنسية. وتعد موسيقى فيكتوريا انعكاسا لهذه النزعة الدينية القوية.

## حياته
ولد فيكتوريا في آبلة، وكان السابع من بين 11 طفلاً، نشأ في بيئة دينية فكان الدين جزء لا يتجزأ من حياته. كان اثنان من أعمامه قساوسة، أحدهما قام برعاية فيكتوريا في طفولته بعد وفاة والده وهو في سن التاسعة. ذهب للدراسة في مدرسة الجسويت، وكان منشدًا في جوقة كاتدرائية أفيلا وكان ذائع الصيت محليا.
حين بلغ وتغير صوته شجعته الكاتدرائية وملك أسبانيا على الدراسة في روما. هناك انضم إلى الجسويت جيرمانيكو حيث أصبح قساً أيضا مارس الموسيقى. في ذلك الوقت كان باليسترينا يعمل مايسترو دي كابيلا في جسويت رومانو ويرجح أنه درّس لفيكتوريا؛ وبلا شك تبادل الاثنان الأفكار الموسيقية.
ظل فيكتوريا في روما لأكثر من 20 عامًا. أصبح قسا في عام 1575 وشغل عدة مناصب في الكنائس والمؤسسات الدينية. أسهم في تطوره موسيقيًا اتصاله المثمر بمؤلفين آخرين يقيمون في روما أو يزورونها. نشر عدداً من الكتب الجميلة تضم أعماله، وأهدى أحد أعماله لفيليب الثاني عام 1583 حيث عبّر عن رغبته في العودة لأسبانيا. تحققت رغبته في عام 1587 حيث عمل في دير الأرملة الإمبراطورة ماريا في مدريد. في عام 1603 توفيت الإمبراطورة وكتب فيكتوريا قداس جنائزي لها. لا نعرف شيئًا عنه حتى وفاته في عام 1611.

## موسيقاه
أعمال القداس لفيكتوريا لأربعة أصوات حتى 12 صوت، عادة تقسم إلى جوقتين أو ثلاثة جوقات - وهو ما يعد توزيعا مبتكرا. تشمل باقي أعماله الموتيت والماجنفيكات والعديد من الأعمال الدينية الأخرى. تعبر موسيقاه عن الكاثوليكية التي كانت غريبة على بلده وعصره. كتب أعمالا عميقة وقداسات أخرى أكثر بهجة، حيث يوجد مزيد من الأمل في الحياة الدنيا مقابل الحياة الآخرة وتعكس كل أعماله إيمانه العميق.

## مناصب
تولى منصب قائد اوركسترا موسيقية ‏.

## روابط خارجية
- توماس لويس دي فيكتوريا على موقع الموسوعة البريطانية (الإنجليزية)
- توماس لويس دي فيكتوريا على موقع ميوزك برينز (الإنجليزية)
- توماس لويس دي فيكتوريا على موقع أول ميوزيك (الإنجليزية)
- توماس لويس دي فيكتوريا على موقع ديسكوغز (الإنجليزية)